# Hoyvík
Hoyvík [ˈhɔivʊɪk] és una localitat situada a l'illa de Streymoy, a les illes Fèroe. Forma part del municipi de Tórshavn, capital de l'arxipèlag. L'1 de gener de 2021 tenia 4,367 habitants. El creixement demogràfic tant de Tórshavn com de la seva àrea urbana durant la segona meitat del segle XX ha convertit a Hoyvík en un suburbi del nord de la capital.
Hoyvík és un assentament molt antic, segurament els seus orígens es remuntin als inicis de la població nòrdica a les Illes Fèroe. Hi ha una vella granja a Hoyvík del segle XVII que avui s'ha transformat en un museu a l'aire lliure.
Durant bona part de la seva història la població de Hoyvík ha estat molt reduïda. Fins a mitjans del segle xix, tota la població es reduïa a una sola granja. No va ser fins després de la Segona Guerra Mundial que s'hi van construir algunes cases a prop de les terres de conreu. Finalment la dècada del 1980 va significar per a Hoyvík un desenvolupament sense precedents. Les noves cases es van construir en terrenys que anteriorment es consideraven cultivables, i la seva arquitectura incloïa habitatges unifamiliars i xalets adossats. Els compradors de terrenys per a cases adossades són lliures d'escollir el disseny i color del seu edifici. El resultat és un efecte inusual de cases adossades amb l'aire personal de les famílies que hi viuen.
Entre les institucions importants de Hoyvík hi destaquen el gymnasium (escola d'educació secundària a Dinamarca) i el Museu Nacional de les Illes Fèroe, traslladat des de Tórshavn l'any 1996. La primera església construïda Hoyvík va ser el 2007.
El 2005 es va signar a Hoyvík, al Museu Històric, un acord de lliure comerç entre les Illes Fèroe i Islàndia que se'l coneix amb el nom d'Acord de Hoyvík.